# Koweła
Koweła – wieś w Polsce położona w województwie podlaskim, w powiecie hajnowskim, w gminie Narew. W latach 1975–1998 miejscowość administracyjnie należała do województwa białostockiego.

## Historia

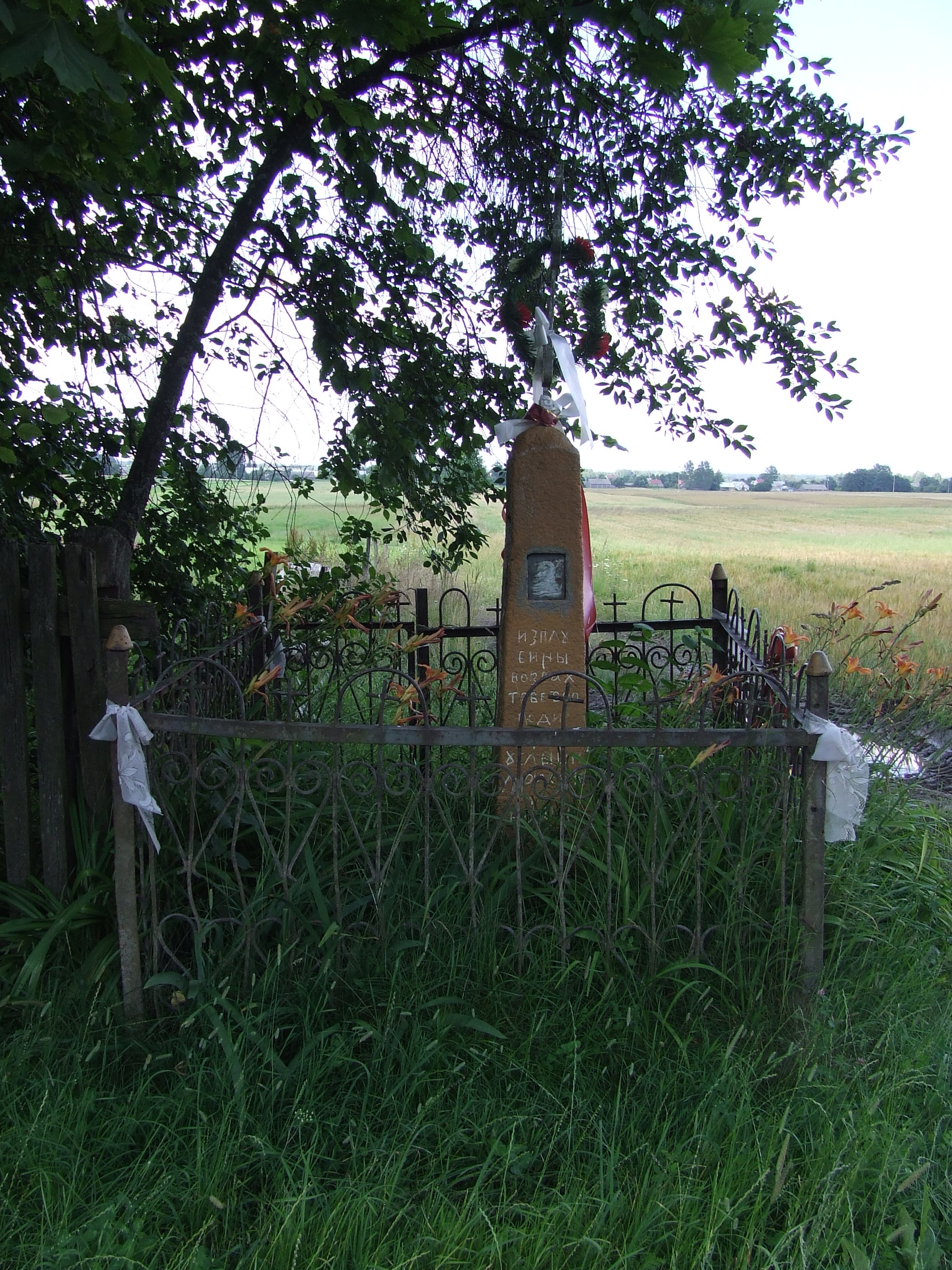
Krzyż we wsi Koweła

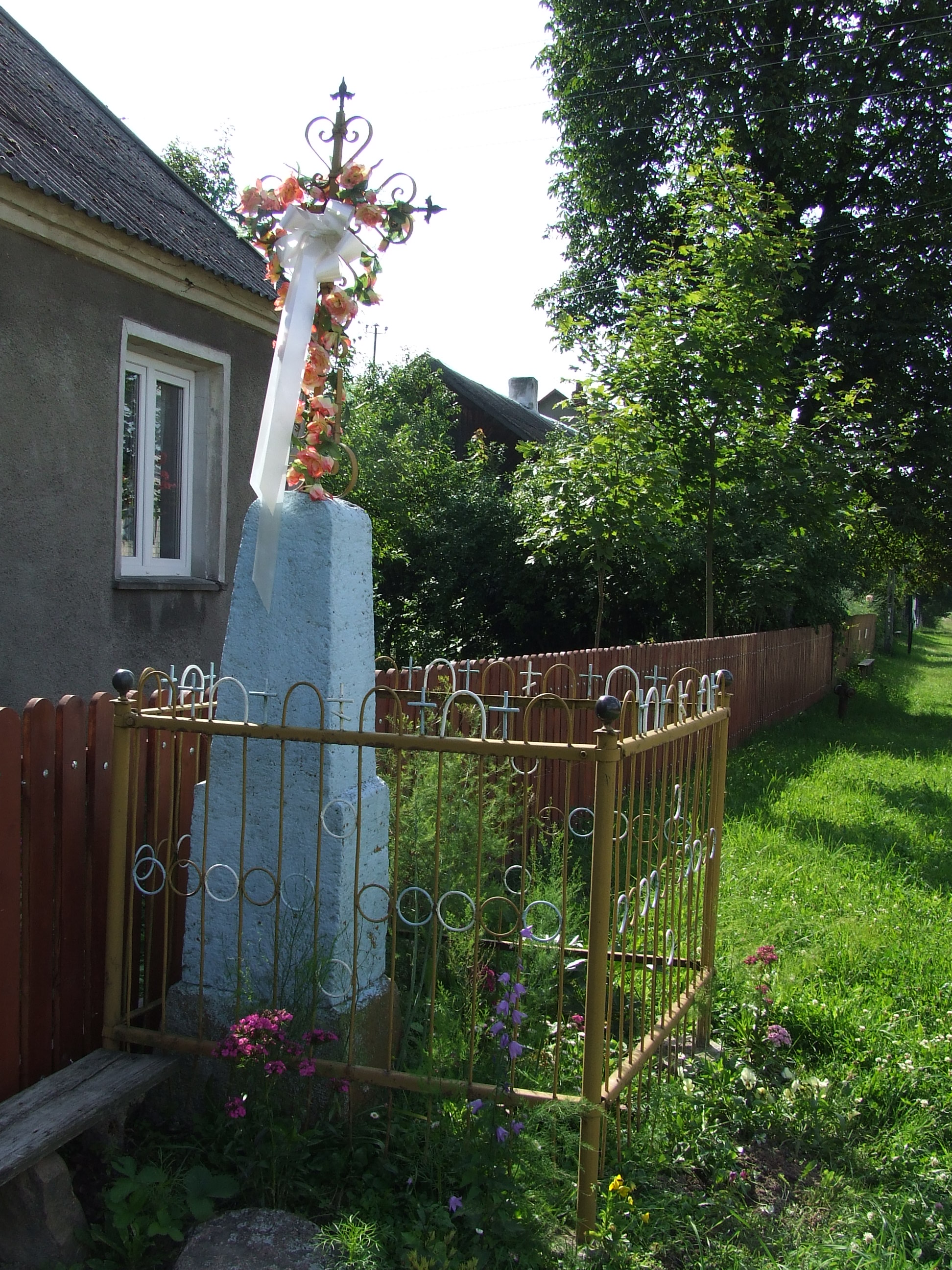
Krzyż we wsi Koweła

Wieś powstała przed rokiem 1727. Nazwa pochodzi od rośliny z rodziny traw. W 1727 roku wieś należała do parafii w Klejnikach. W 1780 roku znajdowała się tu karczma i 7 dymów chłopskich.
W 1945 roku do Białoruskiej SRR wyjechało dziewięciu gospodarzy.
W Koweli znajduje się 15 zamieszkałych domów. Większość mieszkańców zajmuje się uprawą roli i hodowlą zwierząt gospodarskich.

## Demografia
W roku 1811 liczba domów wynosiła 17, w 1911 – 22, w 1964 – 19. W 1939 roku wieś liczyła 145, w 1950 – 101, a w 2007 – 51 mieszkańców.
Według spisu ludności z 30 września 1921 roku w Koweli zamieszkiwało 77 osób w 16 domach, wszyscy podali narodowość białoruską.

## Religia
Mieszkańcy wsi wyznania prawosławnego, należą do parafii w Łosince. Według spisu ludności z 30 września 1921 roku 77 osób było wyznania prawosławnego. Według stanu parafii z 31 grudnia 2007 roku, 51 parafian pochodziło z Koweli.
Wierni kościoła rzymskokatolickiego należą do parafii Wniebowzięcia Najświętszej Maryi Panny i św. Stanisława Biskupa i Męczennika w Narwi.